# Vuelta a Colombia 1969
La 19.ª edición de la Vuelta a Colombia tuvo lugar entre el 16 de abril y el 4 de mayo de 1969. El cundinamarqués Pablo Enrique Hernández del equipo Pierce Cundinamarca se coronó campeón con un tiempo de 64 h, 41 min y 26 s.

## Equipos participantes[1]
| Equipo                          | Categoría  |
| ------------------------------- | ---------- |
| Alimentos Express (España)      | Aficionado |
| Boyacá Distrital Mixto          | Aficionado |
| Canada Dry, Valle               | Aficionado |
| Cundinamarca A                  | Aficionado |
| Cundinamarca B                  | Aficionado |
| Distrito A                      | Aficionado |
| Lotería del Táchira (Venezuela) | Aficionado |
| Pierce Cundinamarca             | Aficionado |
| Policía Nacional, Cauca Mixto   | Aficionado |
| Seguros Suramericana, Santander | Aficionado |
| Tejicóndor, Antioquia           | Aficionado |
| Telepostal, Tolima              | Aficionado |
| Tolima                          | Aficionado |
| Valle                           | Aficionado |
| Wrangler Caribú, Antioquia      | Aficionado |

## Etapas
| Etapa      | Fecha       | Recorrido            | Distancia (km)       | Ganador                      | Líder                   |                      |
| ---------- | ----------- | -------------------- | -------------------- | ---------------------------- | ----------------------- | -------------------- |
| 1.ª etapa  | 16 de abril | Sogamoso - Bogotá    | 213                  | Luis Hernán Díaz             | Luis Hernán Díaz        |                      |
| 2.ª etapa  | 17 de abril | Bogotá - Ibagué      | 206                  | Miguel Samacá                | Pablo Enrique Hernández |                      |
| 3.ª etapa  | 18 de abril | Ibagué - Armenia     | 89                   | Martín "Cochise" Rodríguez   | Pablo Enrique Hernández |                      |
| 4.ª etapa  | 19 de abril | Armenia - Cali       | 206                  | Santos Rafael Bermúdez       | Pablo Enrique Hernández |                      |
| 5.ª etapa  | 20 de abril | Circuito en Cali     | 108                  | Jaime Galeano                | Pablo Enrique Hernández |                      |
| 6.ª etapa  | 21 de abril | Cali - Popayán       | 132                  | Pedro Pablo Soriano          | Pablo Enrique Hernández |                      |
| 7.ª etapa  | 22 de abril | Popayán - Palmira    | 159                  | Domingo Fernández            | Luis Hernán Díaz        |                      |
| 8.ª etapa  | 23 de abril | Palmira - Buga       | 48 (CRI)             | Martín "Cochise" Rodríguez   | Luis Hernán Díaz        |                      |
| 9.ª etapa  | 24 de abril | Buga - Cartago       | 114                  | José Suria                   | Luis Hernán Díaz        |                      |
| 10.ª etapa | 25 de abril | Cartago - Riosucio   | 103                  | Manuel Galera Magdelano      | Luis Hernán Díaz        |                      |
| 11.ª etapa | 26 de abril | Riosucio - Medellín  | 153                  | Pedro Julio Sánchez          | Pablo Enrique Hernández |                      |
| 12.ª etapa | 27 de abril | Vuelta a Oriente     | 110                  | Jaime Galeano                | Pablo Enrique Hernández |                      |
|            | 28 de abril | Descanso en Medellín | Descanso en Medellín | Descanso en Medellín         | Descanso en Medellín    | Descanso en Medellín |
| 13.ª etapa | 29 de abril | Medellín - Anserma   | 186                  | Manuel Galera Magdelano      | Pablo Enrique Hernández |                      |
| 14.ª etapa | 30 de abril | Anserma - Pereira    | 78                   | Jairo García                 | Pablo Enrique Hernández |                      |
| 15.ª etapa | 1 de mayo   | Pereira - Manizales  | 54                   | Álvaro Pachón Morales        | Pablo Enrique Hernández |                      |
| 16.ª etapa | 2 de mayo   | Manizales - Armero   | 149                  | Pedro Julio Sánchez          | Pablo Enrique Hernández |                      |
| 17.ª etapa | 3 de mayo   | Armero - La Dorada   | 184                  | Santos Rafael Bermúdez       | Pablo Enrique Hernández |                      |
| 18.ª etapa | 4 de mayo   | La Dorada - Bogotá   | 186                  | Fulgencio Sánchez Montesinos | Pablo Enrique Hernández |                      |

## Clasificaciones finales

### Clasificación general
Los diez primeros en la clasificación general final fueron:
| Clasificación general |                              |                            |                  |
| Ciclista              | Ciclista                     | Equipo                     | Tiempo           |
| --------------------- | ---------------------------- | -------------------------- | ---------------- |
| 1.º                   | Pablo Enrique Hernández      | Pierce Cundinamarca        | 64 h 41 min 26 s |
| 2.º                   | Martín "Cochise" Rodríguez   | Wrangler Caribú, Antioquia | + 11 min 22 s    |
| 3.º                   | Gustavo Rincón               | Cundinamarca A             | + 13 min 16 s    |
| 4.º                   | Fulgencio Sánchez Montesinos | Alimentos Express, España  | + 15 min 35 s    |
| 5.º                   | Pedro Julio Sánchez          | Telespostal, Tolima        | + 16 min 10 s    |
| 6.º                   | Álvaro Pachón Morales        | Pierce Cundinamarca        | + 16 min 12 s    |
| 7.º                   | Hernando Gómez               | Cundinamarca A             | + 17 min 09 s    |
| 8.º                   | Luis Alfonso Reateguí        | Valle                      | + 18 min 17 s    |
| 9.º                   | José Fabio Acevedo           | Telespostal, Tolima        | + 18 min 30 s    |
| 10.º                  | Miguel Samacá                | Pierce Cundinamarca        | + 20 min 44 s    |

### Clasificación de la montaña
| Clasificación de la montaña |                            |                                 |        |
| Ciclista                    | Ciclista                   | Equipo                          | Puntos |
| --------------------------- | -------------------------- | ------------------------------- | ------ |
| 1.º                         | Domingo Fernández          | Alimentos Express, España       | 32     |
| 2.º                         | Pedro Julio Sánchez        | Telespostal, Tolima             | 24     |
| 3.º                         | Alberto Duarte Bernal      | Seguros Suramericana, Santander | 20     |
| 3.º                         | Pablo Enrique Hernández    | Pierce Cundinamarca             | 20     |
| 3.º                         | Martín "Cochise" Rodríguez | Wrangler Caribú, Antioquia      | 20     |

### Clasificación de las metas volantes
| Clasificación de las metas volantes |                      |                               |        |
| Ciclista                            | Ciclista             | Equipo                        | Puntos |
| ----------------------------------- | -------------------- | ----------------------------- | ------ |
| 1.º                                 | Carlos Montoya Arias | Valle                         | 34     |
| 2.º                                 | Eladio Gamboa        | Cundinamarca A                | 30     |
| 3.º                                 | Jaime Galeano        | Policía Nacional, Cauca Mixto | 26     |
| 3.º                                 | Jorge Arango         | Tolima                        | 26     |

### Clasificación de los novatos
| Clasificación de los novatos |                       |                                 |                  |
| Ciclista                     | Ciclista              | Equipo                          | Tiempo           |
| ---------------------------- | --------------------- | ------------------------------- | ---------------- |
| 1.º                          | Alberto Duarte Bernal | Seguros Suramericana, Santander | 65 h 11 min 43 s |
| 2.º                          | Enrique Ruiz          | Distrito A                      | + 15 min 13 s    |
| 3.º                          | Ramiro Tangarife      | Wrangler Caribú, Antioquia      | + 33 min 31 s    |

### Clasificación por equipos
| Clasificación por equipos |                     |                   |
| Equipo                    | Equipo              | Tiempo            |
| ------------------------- | ------------------- | ----------------- |
| 1.º                       | Pierce Cundinamarca | 194 h 41 min 14 s |
| 2.º                       | Valle               | + 31 min 26 s     |
| 3.º                       | Telepostal, Tolima  | + 32 min 29 s     |